# Ревнивец (фильм, 2010)
Ревнивец, фр. Jaloux — квебекский фильм-триллер. Автор сценария и режиссёр-постановщик — Патрик Демер.
Фильм снимался в течение 16 дней, а его бюджет составил менее $100 000. В соответствии с авторским методом «фристайл», который Демер выработал ещё во времена, когда он снимал короткометражки, он написал лишь «скелет» сценария, а диалоги возникли в ходе импровизаций во время съёмок, и окончательный сценарий возник лишь на этапе монтажа. Таким образом, в выработке сценария, наряду с режиссёром, участвовали три основных актёра фильма.
Хотя фильм снимался в 2008 г., однако как авторский фильм, который вышел при спонсорской поддержке квебекских организаций SODEC и Téléfilm Canada, он вышел на экраны лишь весной 2010 г., когда он был отобран для кинофестиваля в Карловых Варах, а затем в Торонто и ещё для примерно 10 кинофестивалей в разных странах мира.

## Сюжет
Молодые люди, Тома и Марианна, переживают кризис в своих отношениях. Дальний родственник приглашает их отдохнуть в его лесном доме, пока он будет в поездке, и обещает передать им ключи при встрече. Однако по приезде они обнаруживают пустой дом, никто их не ждёт. Через несколько минут появляется сосед Бен, подозрительно навязчивый и радушный. Его навязчивость настораживает обоих, а вдобавок к этому, он, нимало не стесняется Тома, оказывает знаки внимания Марианне. Вспыхнувшая ревность Тома и страх Марианны приводят к трагической развязке, однако всё оказывается совсем не так, как могло бы показаться в начале фильма.

## В ролях
- Максим Деномме: Тома
- Софи Кадьё: Марианна
- Бенуа Гуэн: Жан Месье, по прозвищу Бен
- Мари-Франс Ламбер: Элен
- Даниэль Гадуа: Мишель
- Даниэль Маланфан: Люк
- Мак Бопре: Стив
- Кристин Больё: Нэнси
- Рафаэль Руссель: Мэт
- Мариэв Алари: Женевьева
- Марк Латремуй: Бенуа
- Эмманюэль Рошон: Сильвия